# 沈希韶
沈希韶，字凤来，一字又善，號青屿，南直隶太平府芜湖县人。明朝政治人物。

## 生平
萬曆四十年（1612年）壬子科應天鄉試舉人，天啓二年（1622年）壬戌科進士。知新昌县，有能声，崇祯元年（1628年）擢南京浙江道御史，纠劾不避权贵，谗言中之，二年升山西阳和道佥事，四年转江西九江道佥事。为御史时，出按上江，沿江苛征，芜湖为甚，希韶尽革其弊，里人建坊颂德。

## 家族
子沈士柱。